# Charles Boyle (2e comte de Burlington)
Charles Boyle, 2e comte de Burlington (décédé le 9 février 1704) est un pair, courtisan et homme politique britannique.

## Famille
Il est le fils aîné de Charles Boyle (3e vicomte Dungarvan) et de sa première épouse, Jane Seymour.

## Carrière
En 1690, il devient député pour Appleby et aussi gouverneur du comté de Cork, cette même année. En 1694, il démissionne de son siège quand il hérite des titres de vicomte de Dungarvan, baron Clifford et baron Clifford de Lanesborough. En 1695, il est admis au Conseil privé d'Irlande et nommé Lord grand Trésorier de l'Irlande. En 1698, il hérite de son grand-père, les titres de comte de Burlington et comte de Cork et est nommé Lord of the Bedchamber. En 1699, il est nommé Lord lieutenant du Yorkshire et admis au Conseil Privé d'Angleterre en 1702. Il est mort en 1704 et ses titres sont transmis à son fils aîné, Richard.

## Mariage et descendance
Le 26 janvier 1688, à Ely House, Charles Boyle épouse Juliana Noel (1672-1750), fille unique et héritière d'Henry Noel (lui-même le second fils de Baptiste Noel (3e vicomte Campden) et de sa troisième femme, Hester Wotton). Ils ont cinq enfants survivants :
- Elizabeth Boyle (1690-1755), épouse d'Henry Bedingfeld, 3e baronnet.
- Richard Boyle (3e comte de Burlington) (1694-1753)
- Juliana Boyle (c.1697-1739), épouse Charles Bruce (3e comte d'Ailesbury).
- Jane Boyle (1699-1780), morte célibataire.
- Henrietta Boyle (1701-1746), épouse son cousin, Henry Boyle (1er comte de Shannon), en 1726.